# Saul Weigopwa
Saul Weigopwa (Song, 14 giugno 1984) è un velocista nigeriano, specializzato nei 400 metri piani.

## Palmarès
| Anno | Manifestazione      | Sede       | Evento      | Risultato  | Prestazione | Note |
| ---- | ------------------- | ---------- | ----------- | ---------- | ----------- | ---- |
| 2004 | Giochi olimpici     | Atene      | 4×400 m     | Bronzo     | 3'00"90     |      |
| 2007 | Mondiali            | Osaka      | 4×400 m     | Batteria   | 3'06"64     |      |
| 2008 | Giochi olimpici     | Pechino    | 400 m piani | Semifinale | 45"02       |      |
| 2009 | Mondiali            | Berlino    | 400 m piani | Batteria   | 46"42       |      |
| 2009 | Mondiali            | Berlino    | 4×400 m     | 8º         | 3'02"73     |      |
| 2010 | Campionati africani | Nairobi    | 400 m piani | 7º         | 45"93       |      |
| 2010 | Campionati africani | Nairobi    | 4x400 m     | Bronzo     | 3'06"53     |      |
| 2012 | Campionati africani | Porto Novo | 4×400 m     | Oro        | 3'02"39     |      |